# Populierleemhoed
De populierleemhoed (Cyclocybe cylindracea), ook wel bekend als zuidelijke leemhoed, is een vrij algemeen voorkomende paddenstoel die behoort tot de familie Strophariaceae. De paddenstoel groeit in kleine groepjes als saprofiet op dood hout, meestal van populier of wilg en wordt aangetroffen van de nazomer tot de herfst.

## Kenmerken
Hoed
De hoed van de populierleemhoed is gewelfd tot vlak uitgespreid. 4 tot 10 cm in diameter. De kleur van de hoed varieert van wittig of crème-gelig, met een donkerder tot hazelnootbruin centrum.
Lamellen
De lamellen zijn crème tot donkerbruin.
Steel
De steel is gemiddeld 5 tot 10 cm lang, en 1-2 cm dik. Het oppervlak is fijnschubbig en crème tot bleekbruin gekleurd. De sporen doen de ring bruinkleuren.
Vlees
Het witgele vruchtvlees is stevig en taai.
Geur en smaak
De smaak van de paddenstoel wordt omschreven als mild, en noot-of radijsachtig. De geur eerder fruit-of-radijsachtig

## Eetbaarheid
De paddenstoel is eetbaar. Hij wordt op verscheidene plaatsen ter wereld gekweekt voor consumptie, onder andere in China en de VS. De paddenstoel zelf plukken wordt ten sterkste afgeraden aangezien deze gemakkelijk te verwarren is met giftige soorten. Indien de populierleemhoed commercieel aangekocht wordt, is het aanbevolen eerst een klein stuk te eten vooraleer men een grote hoeveelheid consumeert aangezien sommige personen sterk reageren op bepaalde stoffen in deze paddenstoel.